# Iphiaulax preussi
Iphiaulax preussi är en stekelart som beskrevs av Szepligeti 1914. Iphiaulax preussi ingår i släktet Iphiaulax och familjen bracksteklar. Inga underarter finns listade i Catalogue of Life.